# 翘尾后丘蛛
翘尾后丘蛛（学名：Dipoenura oplustra）为球蛛科后丘蛛属的动物。在中国大陆，分布于海南等地。